# Matrisfunktion
Inom matematiken är en matrisfunktion en funktion som avbildar en matris på en matris.

## Enkla matrisfunktioner
En del funktioner på skalärer är lätta att överföra till kvadratiska matriser., till exempel polynomfunktioner. Med matrismultiplikation definierar man
{\displaystyle A^{0}=I\,}
{\displaystyle A^{n}=\prod _{k=1}^{n}A}
för att på så sätt kunna hantera polynom av matriser. Men de flesta funktioner är inte lika enkla att överföra till matriser.

## Skalärfunktioner överförda till matriser
Det finns flera aspekter när man betraktar överföringen av en funktion från skalärer till matriser. 

### Maclaurinutveckling
En funktions Maclaurinserie:
{\displaystyle f(x)=\sum _{k=0}^{\infty }{\frac {f^{(k)}(0)}{k!}}x^{k}}
kan även användas på matriser.

### Funktioner av diagonaliserbara matriser
För en diagonalmatris {\displaystyle D} kan man genom Maclaurinserien få att:
{\displaystyle f(D)={\begin{pmatrix}f(d_{1})&0&\cdots &0\\0&f(d_{2})&\cdots &0\\\vdots &\vdots &\ddots &\vdots \\0&0&\cdots &f(d_{n})\end{pmatrix}}}
Om en matris {\displaystyle A} är diagonaliserbar, dvs det finns en matris {\displaystyle T} sådan att {\displaystyle A=TDT^{-1}}, brukar man använda faktumet att:
{\displaystyle A^{2}=(TDT^{-1})^{2}=TDT^{-1}TDT^{-1}=TD^{2}T^{-1}\Rightarrow A^{n}=TD^{n}T^{-1}}
Maclaurinserien ger då att:
{\displaystyle f(A)=\sum _{k=0}^{\infty }{\frac {f^{(k)}(0)}{k!}}A^{k}=\sum _{k=0}^{\infty }{\frac {f^{(k)}(0)}{k!}}(TDT^{-1})^{k}=\sum _{k=0}^{\infty }{\frac {f^{(k)}(0)}{k!}}TD^{k}T^{-1}=T(\sum _{k=0}^{\infty }{\frac {f^{(k)}(0)}{k!}}D^{k})T^{-1}=Tf(D)T^{-1}}

### Funktioner av matriser på Jordans normalform
Alla kvadratiska matriser kan skrivas på Jordans normalform, dvs {\displaystyle A=TJT^{-1}} där {\displaystyle J} är en blockdiagonal matris. På samma sätt som för diagonala matriser får man att:
{\displaystyle f(A)=Tf(J)T^{-1}}
För att definiera matrisen för {\displaystyle J} kan man använda faktumet att {\displaystyle J=D+N} för en diagonalmatris {\displaystyle D} och en nilpotent matris {\displaystyle N}, detta kan göras exempelvis i fallet matrisexponential.
Man kan också betrakta funktioner av Jordanblock, som är de block som matrisen {\displaystyle J} har i sin diagonal. Ett Jordanblock {\displaystyle J_{p}} har formen:
{\displaystyle J_{p}={\begin{pmatrix}\lambda &1&0&\cdots &0\\0&\lambda &1&\cdots &0\\0&0&\lambda &\cdots &0\\\vdots &\vdots &\vdots &\ddots &\vdots \\0&0&0&0&\lambda \end{pmatrix}}}
Dvs, en matris med ett tal {\displaystyle \lambda } i huvuddiagonalen, med en diagonal av ettor ovanför huvuddiagonalen. Funktionen av ett Jordanblock blir då:
{\displaystyle f(J_{p})=\sum _{k=0}^{\infty }{\frac {f^{(k)}(0)}{k!}}J_{p}^{k}={\begin{pmatrix}{\frac {f(\lambda )}{0!}}&{\frac {f'(\lambda )}{1!}}&{\frac {f''(\lambda )}{2!}}&\cdots &{\frac {f^{n}(\lambda )}{n!}}\\0&{\frac {f(\lambda )}{0!}}&{\frac {f'(\lambda )}{1!}}&\cdots &{\frac {f^{(n-1)}(\lambda )}{(n-1)!}}\\0&0&{\frac {f(\lambda )}{0!}}&\cdots &{\frac {f^{(n-2)}(\lambda )}{(n-2)!}}\\\vdots &\vdots &\vdots &\ddots &\vdots \\0&0&0&0&{\frac {f(\lambda )}{0!}}\end{pmatrix}}}